# Autoba vestina
Autoba vestina là một loài bướm đêm trong họ Erebidae.